# Ludwig Scheu

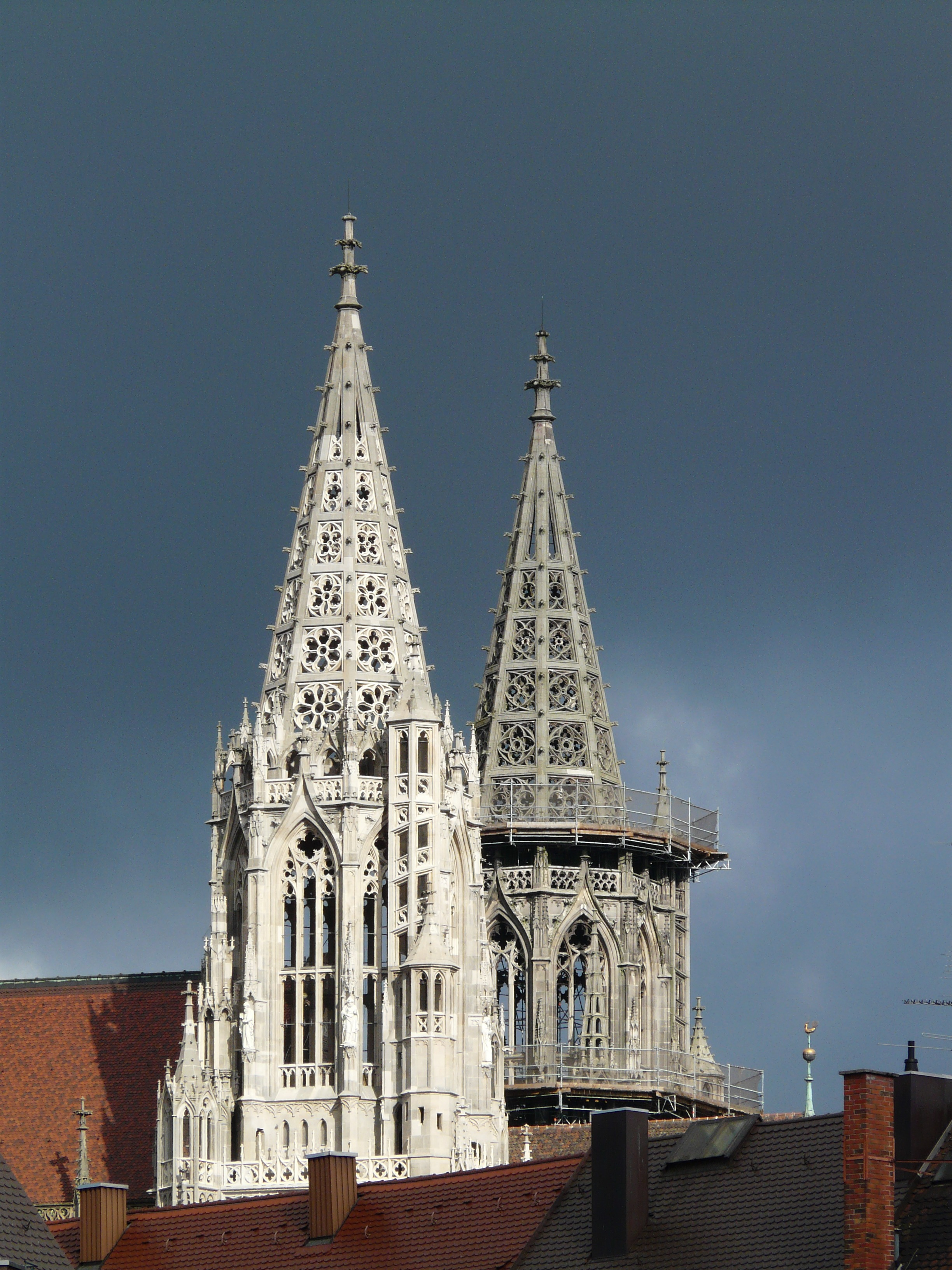
Ulmer Münster: Chortürme

Ludwig Scheu (* 1. August 1830 in Künzelsau; † 7. November 1880 in Ulm) war ein deutscher Architekt und von 1871 bis zu seinem Tod Münsterbaumeister am Ulmer Münster.

## Leben und Schaffen
Nach Ausbildung als Steinhauer folgte eine technische Ausbildung an der Baugewerkschule Stuttgart bei Joseph von Egle. Scheu wirkte anschließend dort selbst als Lehrer. 1871 wurde Scheu erst kommissarisch, ab 1873 endgültig Leiter der Ulmer Münsterbauhütte. Während der Amtszeit von Scheu erfolgten insbesondere die Fertigstellung der beiden letzten Strebebögen, Arbeiten an der Galerie des Chorumgangs und die Errichtung der beiden Chortürme des Ulmer Münsters. Da für letztere keine historischen Vorbilder existierten, entwarf Scheu die neogotischen Baupläne in Anlehnung an den Regensburger Dom. Ludwig Scheu war außerdem an der Sammlungseinrichtung des Gewerbemuseums, eines Vorläufers des Ulmer Museums, beteiligt.
Einem Ruf der Stadt Bern zur Vollendung des dortigen Münsters konnte Scheu wegen seiner Erkrankung und seines frühen Tods nicht mehr folgen. Sein Nachfolger als Ulmer Münsterbaumeister wurde August Beyer.